# Saison 4 de Lost : Les Disparus
Chronologie
Saison 3 Saison 5
Cet article présente les épisodes de la quatrième saison du feuilleton télévisé Lost : Les Disparus.

## Distribution

### Acteurs principaux
Ceux-ci sont toujours crédités au début de chaque épisode, y compris les épisodes auxquels, occasionnellement, ils ne participent pas :
- Naveen Andrews (VF : Marc Saez) : Sayid Jarrah
- Henry Ian Cusick (VF : Bruno Choël) : Desmond Hume
- Jeremy Davies (VF : Franck Capillery) : Daniel Faraday
- Emilie de Ravin (VF : Karine Foviau) : Claire Littleton
- Michael Emerson (VF : Jean-Luc Kayser) : Benjamin 'Ben' Linus
- Matthew Fox (VF : Xavier Fagnon) : Jack Shephard
- Jorge Garcia (VF : Jérôme Pauwels) : Hugo "Hurley" Reyes
- Josh Holloway (VF : Arnaud Arbessier) : James "Sawyer" Ford
- Daniel Dae Kim (VF : Cédric Dumond) : Jin-Soo Kwon
- Yunjin Kim (VF : Jade N'Guyen): Sun-Hwa Kwon
- Ken Leung (VF : Laurent Morteau): Miles Straume
- Evangeline Lilly (VF : Vanina Pradier) : Kate Austen
- Rebecca Mader (VF : Odile Cohen) : Charlotte Lewis
- Elizabeth Mitchell (VF : Dominique Vallée) : Juliet Burke
- Dominic Monaghan (VF : Vincent Ropion) : Charlie Pace (épisode 1)
- Terry O'Quinn (VF : Michel Le Royer) : John Locke
- Harold Perrineau (VF : Daniel Njo Lobé) : Michael Dawson

### Invités
Des acteurs invités se joignent à la distribution de chaque épisode, dont certains à plusieurs occasions et d'autres de façon ponctuelle.
- Kiele Sanchez (VF : Charlotte Marin) : Nikki Fernandez (épisode 7, photo)
- Cynthia Watros (VF : Véronique Piciotto): Elizabeth "Libby" Smith (épisode 8)
- Malcolm David Kelley (VF : Jules Azem) : Walt Lloyd (épisodes 8 et 13)

## Épisodes
La quatrième saison devait initialement comprendre 16 épisodes. Toutefois, à la suite de la grève des scénaristes qui a affecté Hollywood pendant plusieurs mois, le nombre d'épisodes a dû être réduit. La saison 4 comporte finalement 14 épisodes (épisode 12 en trois parties). En conséquence, certaines parties de l'intrigue ont été condensées.

### Épisode 1:Le Début de la Fin
- États-Unis /  Canada : 31 janvier 2008 sur ABC[4] / CTV[5]
- Québec : 15 mai 2008 à Radio-Canada[6]
- Suisse : 24 juin 2008 sur TSR1
- Belgique : 30 juin 2008 sur RTL-TVI
- France : 5 juillet 2008 TF1

- États-Unis : 17,76 millions de téléspectateurs[7] (première diffusion)
- Canada : 1,855 million de téléspectateurs[8]

- Dominic Monaghan (Charlie Pace)
- Mira Furlan (Danielle Rousseau)
- Sam Anderson (Bernard)
- L. Scott Caldwell (Rose)
- Tania Raymonde (Alex Rousseau)
- Blake Bashoff (Karl)
- Marsha Thomason (Naomi Dorrit)
- Michael Cudlitz (Mike Walton)
- Lance Reddick (Matthew Abaddon)
- Steven Neumeier (Lewis)
- Billy Ray Gallion (Randy)
- John Terry (Dr Christian Shephard)
- Fisher Stevens (George Minkowski)

De retour au campement de la plage, Desmond annonce la mort de Charlie et l'ultime avertissement de celui-ci : « Pas le bateau de Penny ». Le petit groupe quitte la plage pour aller annoncer ce développement au reste des survivants, qui se trouvent encore à la tour radio. En chemin, Hurley s'égare dans la jungle et voit la cabane de Jacob et quelqu'un à l'intérieur. John trouve Hurley et ils rattrapent le reste du groupe parti de la plage, à l'endroit où se trouve le cockpit du vol 815. Pendant ce temps, à la tour radio, Naomi a disparu. Danielle trouve sa piste et Kate en trouve une autre. Jack refuse de croire Kate et se lance, avec Danielle et Ben, sur la première piste, qui se révèle fausse. De son côté, Kate, qui a subtilisé à Jack le téléphone, suit l'autre piste et retrouve Naomi, gravement blessée, qui contacte Minkowski puis meurt. Les survivants ayant quitté la tour radio pour retourner vers la plage arrivent aussi au cockpit. Jack tente d'assassiner John mais il échoue. Tous réunis, les survivants cherchent à interpréter le message de Charlie et les véritables intentions des inconnus du bateau contactés par téléphone. John suggère que les survivants se mettent à l'abri en allant s'installer au village maintenant abandonné par les Autres. Jack préconise plutôt de faire confiance à l'équipage du bateau et de continuer vers la plage pour y attendre son secours. Les survivants se scindent en deux groupes à peu près égaux. Environ la moitié décide d'aller se réfugier au village, dont John, Hurley, Claire, Sawyer, Danielle, Alex, Karl et Ben. L'autre moitié décide d'aller attendre sur la plage, dont Jack, Kate, Sayid, Desmond, Juliet, Rose et Bernard.
Résumé du flashforward
- Cet épisode est centré sur Hurley.
- L'intrigue principale se poursuit exactement à partir d'où elle en était à la fin de la saison précédente. Le flashforward de Hurley est probablement antérieur à celui de Jack (dans le dernier épisode de la saison 3) car Jack indique ne pas vouloir retourner sur l'Île et est désireux de se laisser pousser la barbe. Le personnage de Daniel apparaît pour la première fois.

### Épisode 2:Enfin les secours?
- États-Unis /  Canada : 7 février 2008 sur ABC[9] / CTV
- Québec : 22 mai 2008 à Radio-Canada[6]
- Suisse : 24 juin 2008 sur TSR1
- Belgique : 30 juin 2008 sur RTL-TVI
- France : 5 juillet 2008 sur TF1

- États-Unis : 16,96 millions de téléspectateurs[10] (première diffusion)
- Canada : 1,702 million de téléspectateurs[11]

- Blake Bashoff (Karl)
- Jeff Fahey (Frank Lapidus)
- Mira Furlan (Danielle Rousseau)
- Tania Raymonde (Alex Rousseau)
- Lance Reddick (Matthew Abaddon)
- Marsha Thomason (Naomi Dorrit)
- Fisher Stevens (George Minkowski)
- Zoe Bell (Regina)
- Azure McCall (Mme Gardner)
- Jill Kuramoto (Actrice)
- Necar Zadegan (l'interprète)
- Kanayo Chiemelu (le Tunisien)

Quatre personnes survolent l'île en hélicoptère mais, à la suite d'ennuis mécaniques, trois d'entre elles sautent en parachute et atterrissent en des endroits différents sur l'île. Alors que les survivants du vol 815 font connaissance avec leurs "sauveurs", le doute s'installe. Jack et Kate vont à la rencontre de l'un des parachutistes, Daniel Faraday, et découvrent une boîte au contenu suspect. Faraday s'embrouille dans ses explications et finit par admettre que le fait de secourir les survivants n'est pas la priorité de son groupe. Ils localisent ensuite un deuxième parachutiste, Miles Straume. Soupçonnant Kate d'avoir tué Naomi, Straume menace Kate et Jack de son pistolet, mais après s'être fait conduire au corps de Naomi, il dit accepter les explications de Kate. Sayid et Juliet les rejoignent et aident Jack et Kate à désarmer Faraday et Straume. Finalement, ils trouvent Frank Lapidus, le pilote de l'hélicoptère, qui a réussi à poser celui-ci dans une clairière. Straume montre aux survivants une photo de Ben et leur demande où il se trouve. De son côté, la troisième parachutiste, Charlotte Lewis, est trouvée par le groupe de survivants qui accompagnent John Locke. Profitant de l'inattention du groupe, Ben s'empare d'un pistolet et fait feu sur Charlotte mais celle-ci n'est pas blessée car elle porte un gilet pare-balles sous sa veste. Le comportement de Ben lui attire la colère de Sawyer et de John, qui menacent de le tuer. Ben négocie sa vie en révélant au groupe des informations sur Charlotte, qu'il dit avoir obtenues grâce à un espion qui se trouve à bord du bateau.
Résumé des flashbacks
Chacun des cinq flashbacks insérés dans l'épisode éclaire le passé récent d'un des nouveaux arrivants venant de l'équipage du bateau.
- Daniel Faraday : alors qu'il regarde un reportage télévisé sur la découverte au large de Bali de l'épave du vol Oceanic 815, il se met à pleurer sans savoir pourquoi.
- Miles Straume : médium monnayant ses services comme ghostbuster, il communique à l'aide d'un appareil avec le fantôme d'un dealer assassiné, ce qui lui permet de s'emparer d'une petite somme d'argent cachée par celui-ci.
- Charlotte S. Lewis : après avoir soudoyé le gardien d'un site archéologique dans le désert tunisien, elle y trouve, près du squelette d'un ours polaire, un morceau de collier marqué du symbole de la station Hydre de DHARMA.
- Frank Lapidus : pilote, c'est lui qui devait initialement piloter le vol Oceanic 815, avant d'être remplacé ; alors qu'il regarde un reportage télévisé montrant des images de l'épave découverte et du corps du pilote, il téléphone à Oceanic pour dire que ce corps n'est pas celui du pilote Seth Norris identifié dans le reportage.
- Naomi Dorrit : elle reçoit les consignes de son supérieur, Matthew Abaddon, avant de partir en mission secrète lors de laquelle elle doit veiller sur Faraday, Straume, Lewis et Lapidus, car ceux-ci n'ont pas reçu d'entraînement militaire.

- Cet épisode est centré sur Daniel, Miles, Charlotte, Frank et Naomi.
- Les personnages de Charlotte et Miles apparaissent pour la première fois. Dominic Monaghan, qui incarnait Charlie, disparaît de la liste des acteurs principaux (à l'écran) à partir de cet épisode.

### Épisode 3:Liste noire
- États-Unis /  Canada : 14 février 2008 sur ABC[12]/ CTV
- Québec : 29 mai 2008 à Radio-Canada[6]
- Suisse : 1er juillet 2008 sur TSR1
- Belgique : 7 juillet 2008 sur RTL-TVI
- France : 12 juillet 2008 sur TF1

- Zoë Bell (Regina)
- Jeff Fahey (Frank Lapidus)
- Mira Furlan (Danielle Rousseau)
- Armando Pucci (Mr. Avellino)
- Thekla Reuten (Elsa)
- Marsha Thomason (Naomi Dorrit)

Sayid et Frank négocient un accord : Sayid ira chercher Charlotte au village et la ramènera à son équipe et en échange Frank emmèrera Sayid en hélicoptère jusqu'au bateau. Miles et Kate accompagnent Sayid au village. Kate décide de rester au village avec Sawyer. Sayid laisse Miles comme prisonnier au village et repart avec Charlotte. Frank, Sayid et Desmond partent en hélicoptère vers le bateau.
Résumé du flashforward
- Cet épisode est centré sur Sayid.
- Sayid est le quatrième des Oceanic Six et il travaille comme homme de main pour Benjamin Linus.

### Épisode 4:Mères ennemies
- États-Unis /  Canada : 21 février 2008 sur ABC[13] / CTV
- Québec : 5 juin 2008 à Radio-Canada[6]
- Suisse : 1er juillet 2008 sur TSR1
- Belgique : 7 juillet 2008 sur RTL-TVI
- France : 12 juillet 2008 sur TF1

- États-Unis : 15,43 millions de téléspectateurs (première diffusion)
- Canada : 1,615 million de téléspectateurs[14]

- Beth Broderick (Diane Jansen)
- Shawn Doyle (Duncan Forrester)
- Susan Gibney (Melissa Dunbrook)
- Traber Burns (le juge)
- Fred Q. Collins (l'huissier)
- Tania Kahale (la nounou)
- William Blanchette (l'enfant de 2 ans)
- Zoe Bell (Regina)

Kate reste avec le groupe de Locke afin de vérifier auprès de Miles si les gens du cargo savent qui elle est. Ben tente de nouveau de manipuler Locke. Les survivants qui ont accompagné John s'installent dans les différentes maisons des Baraquements. John garde Ben et Miles prisonniers en deux endroits séparés pour qu'ils ne puissent pas communiquer l'un avec l'autre. Mais, avec l'aide de Kate et de Sawyer, Miles parvient à avoir une conversation avec Ben et il propose un marché à celui-ci. Miles offre de mentir à son patron en prétendant que Ben est mort et en échange Ben devra verser à Miles 3,2 millions de dollars dans un délai d'une semaine. Kate affirme à Sawyer qu'elle n'est pas enceinte. Sawyer lui demande de rester avec lui mais Kate refuse. Sayid et Desmond étant partis en hélicoptère pour aller au bateau la journée précédente, Jack essaie sans succès depuis lors de communiquer par téléphone avec le bateau pour avoir de leurs nouvelles. En soirée, grâce à un numéro d'urgence, Charlotte téléphone à Regina et celle-ci répond qu'elle n'a eu aucune nouvelle de l'hélicoptère.
Résumé du flashforward
- Cet épisode est centré sur Kate.
- Au tout début de l'épisode, Locke choisit un livre dans la bibliothèque pour l'apporter à Benjamin Linus : il s'agit du roman SIVA de Philip K. Dick.

### Épisode 5:Perdu dans le temps
- États-Unis /  Canada : 28 février 2008 sur ABC[15] / CTV
- Québec : 12 juin 2008 à Radio-Canada[6]
- Suisse : 8 juillet 2008 sur TSR1
- Belgique : 14 juillet 2008 sur RTL-TVI
- France : 19 juillet 2008 sur TF1

- États-Unis : 14,99 millions de téléspectateurs (première diffusion)
- Canada : 1,529 million de téléspectateurs[16]

- Anthony Azizi (Omar)
- Alan Dale (Charles Widmore)
- Kevin Durand (Martin Keamy)
- Jeff Fahey (Frank Lapidus)
- Fisher Stevens (George Minkowski)
- Sonya Walger (Penny Widmore)
- Graham McTavish (le sergent)
- Darren Keefe (Billy)
- Edward Conery (l'actionnaire)
- Marc Vann (le médecin)

- Cet épisode est centré sur Desmond.
- Cet épisode ne présente pas de flashbacks qui seraient temporellement indépendants du présent de l'île. Au contraire, les épisodes de conscience de Desmond, qui alternent entre l'année 2004 et l'année 1996, sont interdépendants et s'influencent mutuellement tout au long de l'épisode.

### Épisode 6:L'Autre femme
- États-Unis /  Canada : 6 mars 2008 sur ABC[17] / CTV
- Québec : 19 juin 2008 à Radio-Canada[6]
- Suisse : 8 juillet 2008 sur TSR1
- Belgique : 14 juillet 2008 sur RTL-TVI
- France : 19 juillet 2008 sur TF1

- États-Unis : 14,93 millions de téléspectateurs (première diffusion)
- Canada : 1,439 million de téléspectateurs[18]

- M.C. Gainey (Tom)
- Alan Dale (Charles Widmore)
- Brett Cullen (Goodwin)
- Andrea Roth (Harper Stanhope)

Le soir, sur la plage, les survivants découvrent que Daniel et Charlotte ont quitté le campement. Jack, Juliet, Sun et Jin se lancent à leur recherche. Après avoir entendu des murmures dans la jungle, Juliet rencontre soudain Harper, qui se dit porteuse d'un message de la part de Ben, disant que Daniel et Charlotte veulent libérer sur l'île les gaz toxiques mortels qui sont entreposés au site The Tempest et que Juliet doit les tuer pour les en empêcher. Après que Jack eut lui aussi entendu les murmures et aperçu Harper, celle-ci disparaît aussi soudainement qu'elle était apparue. Juliet explique à Jack que The Tempest est une centrale électrique sur l'île. Le matin suivant, Daniel et Charlotte, qui disposent d'une carte de l'île, sont en route pour accomplir une mission. En chemin, ils rencontrent Kate, qui arrive du village et fait route vers la plage. Lorsque Kate découvre dans leurs bagages des combinaisons de protection et des masques à gaz, Charlotte l'assomme. Un peu plus tard, Jack et Juliet découvrent Kate, qui reprend conscience. Pendant que Jack s'occupe de Kate, Juliet se rend à The Tempest. Elle y surprend Daniel et Charlotte, revêtus de leurs combinaisons et de leurs masques, qui tentent de pénétrer le système informatique qui contrôle la libération des gaz toxiques. Daniel et Charlotte lui disent qu'ils ne sont pas en train d'essayer de libérer les gaz, mais plutôt de désactiver le système afin d'empêcher Ben de l'utiliser. Pendant que Juliet se demande si elle doit les croire ou tirer sur eux, Daniel désactive le système. Lorsque Jack et Kate arrivent à la centrale, Juliet leur dit que Daniel et Charlotte sont de leur côté. Pendant que Kate s'éloigne, Jack et Juliet échangent un baiser. Pendant ce temps, au village occupé par l'autre groupe de survivants, Claire propose à John de la laisser tenter de faire parler leur prisonnier, Miles, par la manière douce, puisque la manière forte utilisée par John n'a pas eu de succès. De son côté, Ben demande à John de le faire monter au salon, où il lui remet un dossier sur Charles Widmore et lui fait visionner une vidéo montrant Widmore participer à ce qui paraît être un assassinat. Ben dit que l'homme abattu travaillait pour lui, que Widmore est leur ennemi commun, qu'il veut s'emparer de l'île et que c'est pour lui que travaille l'équipage du bateau. John libère Ben.
Résumé du flashback
- Cet épisode est centré sur Juliet.
- L'épisode éclaire la nature de la relation entre Ben et Juliet.

### Épisode 7:Le Choix du pardon
- États-Unis /  Canada : 13 mars 2008 sur ABC[19] / CTV
- Québec : 26 juin 2008 à Radio-Canada[6]
- Suisse : 15 juillet 2008 sur TSR1
- Belgique : 21 juillet 2008 sur RTL-TVI
- France : 26 juillet 2008 sur TF1

- Christine Kim (l'infirmière aux admissions)
- Lynette Garces (l'infirmière)
- David Yew (l'agent de sécurité)
- George Cheung (l'ambassadeur chinois)
- Sam Anderson (Bernard)
- Zoe Bell (Regina)
- Grant Bowler (Cpt. Gault)
- Kevin Durand (Martin Keamy)
- Jeff Fahey (Frank Lapidus)
- Marc Vann (le médecin)
- Lanny Joon (Dr Bae)
- Simon Rhee (le vendeur)

Jin dit à Sun qu'il voudrait donner à leur enfant, si c'est une fille, le nom Ji Yeon. Sun demande à Daniel si oui ou non les survivants seront secourus et Daniel répond que cela ne dépend pas de lui. Sun, n'ayant pas confiance, décide alors qu'elle quittera le campement de la plage avec Jin pour aller se mettre plus en sécurité au village. Juliet tente de l'en dissuader en lui rappelant qu'elle mourra si elle ne quitte pas l'île, mais Sun refuse de la croire. En désespoir de cause, pour les forcer à rester sur la plage, Juliet révèle à Jin que Sun a eu une liaison avec un autre homme. Jin, bouleversé, va pêcher avec Bernard pour se calmer. Lorsqu'il revient à la tente conjugale, il dit à Sun qu'il comprend ce qu'elle a fait. Sun lui dit que Juliet l'a convaincue et qu'elle a décidé de rester sur la plage. Pendant ce temps, sur le bateau, Sayid et Desmond ont été enfermés dans une cabine. Le capitaine Gault les fait demander. Alors qu'ils passent sur le pont, ils voient Regina se suicider en se jetant à la mer. Le capitaine leur montre un appareil qu'il dit être la boîte noire du vol 815 retrouvé dans l'océan et dont Charles Widmore a fait récupérer les débris. Il leur dit que ce faux vol 815 retrouvé dans l'océan constitue un canular qui a sûrement coûté une fortune. Puis Sayid et Desmond se voient assigner une nouvelle cabine et rencontrent Kevin Johnson, qui est en réalité Michael Dawson.
Résumé du flashback
Jin se démène pour acheter un panda en peluche et se rend à un hôpital en vue de le donner en cadeau à un nouveau-né. 
Résumé du flashforward
- Cet épisode est centré sur Sun et Jin[20]
- L'épisode est construit d'une façon originale, faisant alterner flashforwards (Sun) et flashbacks (Jin). Cette construction donne initialement au spectateur l'impression qu'il ne s'agit que de flashforwards, l'astuce n'étant révélée qu'à la fin de l'épisode. La tombe de Jin laisse apparaître la date du décès comme étant le jour du crash : 22/09/2004.
- Sun est la cinquième rescapée des Oceanic Six

### Épisode 8:Seconde chance
- États-Unis /  Canada : 20 mars 2008 sur ABC[21] / CTV
- Québec : 3 juillet 2008 à Radio-Canada[6]
- Suisse : 15 juillet 2008 sur TSR1
- Belgique : 21 juillet 2008 sur RTL-TVI
- France : 26 juillet 2008 sur TF1

- États-Unis : 13,38 millions de téléspectateurs (première diffusion)
- Canada : 1,421 million de téléspectateurs[22]

- Cynthia Watros (Libby)
- M.C. Gainey (Tom)
- Mira Furlan (Danielle Rousseau)
- Tania Raymonde (Alex Rousseau)
- Blake Bashoff (Karl)
- Grant Bowler (Cpt. Gault)
- Starletta DuPois (la mère de Michael)
- Kevin Durand (Martin Keamy)
- Jeff Fahey (Frank Lapidus)
- Fisher Stevens (George Minkowski)
- Marsha Thomason (Naomi Dorrit)
- Anthony Azizi (Omar)
- Galyn Görg (l'infirmière)
- William P. Ogilivie (Gus)
- Francesco Simone (Arturo)
- James Locke (le mécanicien)
- Jill Kuramoto (Actrice)

Au village, Ben remet à Alex une carte de l'île qui indique l'emplacement du temple où les Autres sont allés. Il demande à Alex de quitter le village et d'aller se réfugier dans ce sanctuaire pour s'y mettre en sécurité. Danielle, Alex et Karl décident de suivre ce conseil de Ben et partent vers le temple. En route, des coups de feu sont tirés sur eux, tuant Karl et peut-être Danielle. Pendant ce temps, sur le bateau, Sayid et Desmond interrogent Michael. Celui-ci leur raconte ce qui s'est passé depuis son départ de l'île et ce qu'il fait sur le bateau. Sayid dénonce alors Michael au capitaine du bateau.
Résumé du flashback
- Cet épisode est centré sur Michael.
- Le flashback de Michael occupe la majeure partie de l'épisode. Il s'agit du plus long flashback de toute la série jusqu'à présent. Michael a des hallucinations ou visions dans lesquelles il voit et entend Libby.

### Épisode 9:De nouvelles règles
- États-Unis /  Canada : 24 avril 2008 sur ABC[23] / CTV
- Québec : 10 juillet 2008 à Radio-Canada[6]
- Suisse : 22 juillet 2008 sur TSR1
- Belgique : 28 juillet 2008 sur RTL-TVI
- France : 2 août 2008 sur TF1

- États-Unis : 14,07 millions de téléspectateurs (première diffusion)
- Canada : 1,443 million de téléspectateurs[24]

- Sam Anderson (Bernard)
- Alan Dale (Charles Widmore)
- Kevin Durand (Martin Keamy)
- Tania Raymonde (Alex Rousseau)
- Faran Tahir (Ishmael Bakir)
- Marc Vann (le médecin)
- Yetide Badaki (le réceptionniste)
- Kaveh Kardan (le négociant)
- Sean Douglas Hoban (Doug)

Jack prend des antibiotiques et dit à Kate qu'il a attrapé une infection. Les survivants trouvent sur la plage un cadavre, que Daniel Faraday identifie comme étant celui du médecin du bateau. Faraday communique avec le bateau mais ment aux survivants sur le contenu de la conversation. Sa supercherie ayant été découverte par Bernard et Jack, Faraday avoue que l'équipage du bateau n'a jamais eu l'intention de secourir les survivants. Pendant ce temps, les membres de l'équipage du bateau, qui se révèlent être des mercenaires à la solde de Charles Widmore et sont commandés par Martin Keamy, ont débarqué sur l'île. Après avoir tué Karl et Danielle, ils se lancent à l'attaque du village, tirant à la mitraillette sur les survivants qui se trouvent à l'extérieur des maisons. Ben, John, Hurley, Claire, Aaron et Sawyer se barricadent dans la maison de Ben. Miles les y rejoint pour leur apporter un message de Keamy. Voulant forcer Ben à se rendre, Keamy menace puis assassine sous ses yeux sa fille Alex. Ben fait alors appel au « monstre » de fumée noire pour attaquer les mercenaires et créer une diversion dont les sept assiégés profitent pour s'enfuir dans la jungle. Ben, John et Hurley partent à la recherche de la cabane de Jacob afin de demander l'aide de celui-ci. Sawyer décide de retourner vers la plage, emmenant avec lui Claire et Aaron et accompagné de Miles.
Résumé du flashforward
- Cet épisode est centré sur Ben
- Cet épisode signe la mort d'Alex Rousseau, peu de temps après celle de Danielle, sa mère, et de Karl.

### Épisode 10:Une part de soi
- États-Unis /  Canada : 1er mai 2008 sur ABC[25] / CTV
- Québec : 17 juillet 2008 à Radio-Canada[6]
- Suisse : 22 juillet 2008 sur TSR1
- Belgique : 28 juillet 2008 sur RTL-TVI
- France : 2 août 2008 sur TF1

- États-Unis : 12,94 millions de téléspectateurs (première diffusion)
- Canada : 1,322 million de téléspectateurs[26]

- Traci Toguchi (la réceptionniste)
- Sam Anderson (Bernard)
- L. Scott Caldwell (Rose)
- Kevin Durand (Martin Keamy)
- Jeff Fahey (Frank Lapidus)
- John Terry (Dr Christian Shephard)
- William Blanchette (Aaron)
- William H. Fiddler IV (Dr Stillman)
- April Parker-Jones (Dr Erica Stevenson)

Jack souffre de douleurs à l'abdomen et de fièvre et dit que cela est probablement causé par un empoisonnement alimentaire. Juliet diagnostique une appendicite. Les survivants se préparent à opérer Jack sur la plage. Sun, Jin, Daniel et Charlotte vont à la station médicale et en rapportent le matériel nécessaire. Jin découvre que Charlotte parle coréen. Il lui dit d'emmener Sun en hélicoptère, sinon il menace de s'en prendre à Daniel. Juliet, assistée de Bernard, opère Jack avec succès. Dans la jungle, alors que Sawyer, Claire, Aaron et Miles ont quitté le village et font route vers la plage, Miles entend des voix et demande à Sawyer qui sont Danielle et Karl. Ils s'aperçoivent alors qu'ils passent juste à l'endroit où se trouvent les cadavres de Danielle et de Karl. En poursuivant leur route, ils rencontrent Frank, qui les avertit de se cacher car Keamy et son groupe de mercenaires vont bientôt passer à cet endroit et ils vont les tuer s'ils les voient. Les mercenaires passent donc sans les voir. Durant la nuit, alors que le groupe de Sawyer s'est arrêté pour dormir, Claire se réveille et voit Christian. Le matin, Miles dit à Sawyer que Claire est partie avec son père. Sawyer la cherche mais il ne trouve que Aaron qui pleure au pied d'un arbre.
Résumé du flashforward
- Cet épisode est centré sur Jack.

### Épisode 11:Le Messager
- États-Unis /  Canada : 8 mai 2008 sur ABC[27] / CTV
- Québec : 24 juillet 2008 à Radio-Canada[6]
- Suisse : 29 juillet 2008 sur TSR1
- Belgique : 4 août 2008 sur RTL-TVI
- France : 9 août 2008 sur TF1

- Helena Klotz (le thérapeute)
- Charles Henry Wyson (John Locke à 5 ans)
- Caleb Steinmeyer (John Locke à 16 ans)
- Anthony Azizi (Omar)
- Grant Bowler (Cpt. Gault)
- Nestor Carbonell (Richard Alpert)
- Kevin Durand (Martin Keamy)
- Jeff Fahey (Frank Lapidus)
- Doug Hutchison (Horace Goodspeed)
- Lance Reddick (Matthew Abaddon)
- John Terry (Dr Christian Shephard)
- Holland Roden (Emily Locke)
- Marc Vann (le médecin)
- Rebecca Tilney (Mme Locke, la mère d'Emily)
- Amanda Carlin (l'infirmière des urgences)
- Patrick Torres (le médecin des urgences)
- Mandy June Turpin (Florence)
- Sarah Duval (Melissa)
- Phil Abrams (Gellert)

Locke, Ben et Hurley continuent de chercher la cabane où se trouverait Jacob. Locke rêve de la cabane de Jacob et apprend qu'elle a été construite par Horace Goodspeed pour qu'il y vive avec sa femme. Il va ainsi chercher la carte de l'emplacement de la cabane sur le corps d'Horace situé dans la fosse. Lorsqu'il trouve la cabane, il s'y rend seul et y voit Christian Shephard en compagnie de Claire. Locke lui demande comment sauver l'île et Christian dit parler au nom de Jacob en lui indiquant qu'il doit déplacer l'île. Sur le cargo, l'hélicoptère revient avec Keamy et ses hommes. Le capitaine Gault aide Sayid à fuir le bateau avec le zodiac. Après avoir pris d'autres armes, Keamy demande à Lapidus de l'emmener à nouveau sur l'île avec ses hommes mais il refuse. Keamy tue ainsi le médecin puis le capitaine avant que Lapidus finisse par accepter. 
Résumé du flashback
- Cet épisode est centré sur John.

### Épisode 12:Ceux qui restent (1repartie)
- États-Unis /  Canada : 15 mai 2008 sur ABC[28] / CTV
- Québec : 31 juillet 2008 à Radio-Canada[6]
- Suisse : 29 juillet 2008 sur TSR1
- Belgique : 4 août 2008 sur RTL-TVI
- France : 9 août 2008 sur TF1

- États-Unis : 13,1 millions de téléspectateurs (première diffusion)
- Canada : 1,296 million de téléspectateurs[29]

- Anthony Azizi (Omar)
- L. Scott Caldwell (Rose)
- Nestor Carbonell (Richard Alpert)
- Byron Chung (Mr Paik)
- Kevin Durand (Martin Keamy)
- Jeff Fahey (Frank Lapidus)
- Michelle Forbes (Karen Decker)
- Andrea Gabriel (Nadia)
- Veronica Hamel (Margo Shephard)
- Lillian Hurst (Carmen Reyes)
- June Kyoto Lu (Mme Paik)
- Cheech Marin (David Reyes)
- Susan Duerden (Carole Littleton)
- Noah Craft (Hendricks)
- David Michael (le pilote)
- Joseph Sikora (le copilote)

Keamy et ses mercenaires, lourdement armés, se dirigent en hélicoptère vers un lieu nommé l'Orchidée, où ils prévoient que Ben se dirigera en dernier recours en cas de menace contre l'île. Jack, croyant que l'hélicoptère ramène Sayid et Desmond, se dirige dans la même direction. Sayid arrive sur la plage à bord du zodiac et informe les survivants de son plan pour les transporter tous sur le bateau pendant que les mercenaires sont occupés ailleurs. Daniel Faraday se charge du transport des survivants. Sayid et Kate partent à la recherche de Jack. En chemin, ils rencontrent Richard Alpert et les Autres, qui les font prisonniers. De leur côté, Hurley, John et Ben font eux aussi route vers l'Orchidée, où ils espèrent activer un processus qui permet de déplacer l'île. Lorsqu'ils arrivent à proximité, ils constatent que les mercenaires les y ont devancés, mais Ben a un plan pour les déjouer.
Résumé du flashforward
- Cet épisode est centré sur Les « six d'Oceanic ».

### Épisode 13:Ceux qui restent (2epartie)
- États-Unis /  Canada : 29 mai 2008 sur ABC[30] / CTV
- Suisse : 5 août 2008 sur TSR1
- Québec : 7 août 2008 à Radio-Canada[6]
- Belgique : 11 août 2008 sur RTL-TVI
- France : 16 août 2008 sur TF1

- États-Unis : 13,99 millions de téléspectateurs (première diffusion)
- Canada : 1,448 million de téléspectateurs[31]

- L. Scott Caldwell (Rose)
- Nestor Carbonell (Richard Alpert)
- Starletta DuPois (la mère de Michael)
- Jeff Fahey (Frank Lapidus)
- Malcolm David Kelley (Walt)
- Kevin Durand (Martin Keamy)
- Anthony Azizi (Omar)

Keamy et les mercenaires ont fait Ben prisonnier et se dirigent vers l'hélicoptère. Richard Alpert et les Autres, avec l'aide de Sayid et Kate, neutralisent les mercenaires et libèrent Ben. Kate, Sayid, Jack, Sawyer et Hurley s'envolent avec Frank en hélicoptère vers le bateau. L'hélicoptère étant trop lourd, Sawyer saute à l'eau et revient vers l'île à la nage. Sur la plage, Daniel repart en zodiac vers le bateau avec un deuxième groupe de survivants. Miles et Charlotte décident de rester sur l'île. Ben revient à la station Orchidée et y entre avec John, par un ascenseur qui descend profondément sous le sol. John visionne la vidéo d'orientation, où Edgar Halliwax (Marvin Candle) dit que la station sert à des expériences sur les voyages temporels. Keamy entre dans la station et tente de tuer John mais Ben tue Keamy.
Résumé du flashforward
- Cet épisode est centré sur Les « six d'Oceanic ».

### Épisode 14:Ceux qui restent (3epartie)
- États-Unis /  Canada : 29 mai 2008 sur ABC[30] / CTV
- Suisse : 5 août 2008 sur TSR1
- Québec : 28 août 2008 à Radio-Canada[6]
- Belgique : 11 août 2008 sur RTL-TVI
- France : 16 août 2008 sur TF1

- États-Unis : 13,99 millions de téléspectateurs (première diffusion)
- Canada : 1,448 million de téléspectateurs[31]

- Jeff Fahey (Frank Lapidus)
- Nestor Carbonell (Richard Alpert)
- John Terry (Dr Christian Shephard)
- Sonya Walger (Penny Widmore)
- Alan Dale (Charles Widmore)
- Kevin Durand (Martin Keamy)
- François Chau (Dr Marvin Candle)
- Anthony Azizi (Omar)
- Alex Petrovitch (Henrik)

Ben dit qu'il va déplacer l'île mais que ce faisant il ne pourra pas y revenir. Il demande à John d'aller prendre sa place à la tête des Autres. Ben s'engage dans un tunnel et atteint un lieu très froid, où il actionne un mécanisme. À l'extérieur, un phénomène lumineux se produit et l'île disparaît. Sur le bateau, Michael, Desmond et Jin tentent de désamorcer une énorme bombe que Keamy et ses hommes y avaient installé avant de partir vers l'île. Voyant qu'ils n'y arrivent pas, Jack, Kate, Sayid, Sun, Aaron, Hurley, Desmond et Frank s'enfuient du bateau avec l'hélicoptère juste avant que l'explosion du bateau, où ils ont dû abandonner Michael et Jin. L'hélicoptère, à court de carburant, s'écrase dans l'océan. Ils prennent place dans un radeau de sauvetage. Ils sont secourus par un autre bateau sur lequel se trouve Penelope Widmore. Une semaine plus tard et 3000 miles plus loin, ils reprennent place dans un radeau pour atteindre un village en vue de leur sauvetage officiel.
Résumé du flashforward